# 霞寨镇
霞寨镇是中国福建省漳州市平和县下辖的一个镇。

## 行政区划
霞寨镇共辖1个社区、26个行政村，分别是：
兴霞社区、群英村、寨里村、岩岭村、洋坑村、寨北村、内坑村、联荣村、大湖村、西安村、建设村、村东村、古隆村、墩里村、坑内村、彭林村、三合村、团结村、后塘村、红楼村、高寨村、长汀村、黄庄村、钟腾村、高山村、官峰村和五美村。

## 经济
霞寨镇是平和琯溪蜜柚（中国地理标志产品）的主产区，现有种植琯溪蜜柚面积8万多亩，年产量10万多吨，有全县最大的琯溪蜜柚集散批发市场。

## 中国传统村落
钟腾村获评第一批中国传统村落。钟腾村有漳州市民间仅存的具有清代中期建筑风格的宫殿式府第榜眼府，因而称为“榜眼府的故乡”。此府坐东朝西，背靠溪平山，北面远眺平和第二高山——双峰山。
霞寨镇目前為閩南語區，以莊氏最著，1426 年來自南靖縣奎洋，奎洋之前 1321 年從廣東大埔神前鄉獅子口遷入，即大埔茶陽鎮神泉社。寨裡村周黃氏是源於琯溪黃氏，明初入贅寨裡周氏所形成之雙祧，而黃氏來自永定金豐里、周氏來自寧化石壁。霞寨鎮北郊的西安黃氏也來自永定奧杳。王氏由漳州長泰縣唐蘇鄉遷來本鎮巖嶺。東郊的長汀村為最靠近縣城小溪鎮而有圓形土樓的聚落，該村盧氏明初由汀州永定下遷。

## 文物保护单位
2013年1月28日，铜陵黄氏宗祠公布为第八批福建省文物保护单位。
| 编号               | 名称               | 年代               | 地址               | 坐标               | 类别               | 图片               | 备注               |
| 福建省文物保护单位 | 福建省文物保护单位 | 福建省文物保护单位 | 福建省文物保护单位 | 福建省文物保护单位 | 福建省文物保护单位 | 福建省文物保护单位 | 福建省文物保护单位 |
| ------------------ | ------------------ | ------------------ | ------------------ | ------------------ | ------------------ | ------------------ | ------------------ |
| 8-93               | 铜陵黄氏宗祠       | 清                 | 平和县霞寨镇钟腾村 |                    | 古建筑             |                    | 又名“榜眼府”       |

1. ↑  . 中华人民共和国国家统计局. 2023 （中文（中国大陆））.[]
2. ↑  福建省人民政府. . 2013-01-28  [2022-08-12]. （原始内容存档于2022-08-11）.
3. ↑  福建省人民政府.  . 维基文库. 2013-01-28 （中文）.